# Junta Deliberante Metropolitana
La Junta Deliberante Metropolitana de monumentos históricos, artísticos y lugares arqueológicos de Lima fue creada el 31 de agosto de 1961 durante la gestión del alcalde de Lima, Héctor García Ribeyro (1958-1962). Tuvo como principal función la identificación y registro de los edificios con valor monumental, así como el rescate de las características fisonómicas del centro histórico de Lima, sentando un precedente para mejorar la orientación en cuanto a la búsqueda de soluciones para la defensa y conservación de nuestro patrimonio histórico y artístico, su preservación y puesta en valor. El 25 de noviembre de 1961 adquiere fuerza de Ley, al ser declarada por Resolución Suprema Nº 53 “de interés nacional”.
La Junta Deliberante fue una entidad autónoma patrocinada por la Municipalidad de Lima, la Comisión de Emergencia de Monumentos Históricos y Artísticos y la Oficina Nacional de Planteamiento y Urbanismo. Estuvo constituida por un equipo multidisciplinario de más de 20 instituciones. Esta agrupación estaba liderada por el arquitecto Juan Manuel Ugarte Eléspuru, presidente de la Junta; el primer vicepresidente, Dr. Luis E. Valcárcel; el segundo vicepresidente, Sr. César Miró; el secretario general, arquitecto Raúl C. Morey Menacho. El Equipo Técnico estaba conformado por el coordinador, José García Bryce, la comisión de calificación conformada por los arquitectos Rafael Marquina, Héctor Velarde y Víctor Pimentel.
Este equipo elaboró el primer plano de intangibilidad urbana, donde se clasificaron e identificaron los monumentos y ambientes urbano-monumentales de Lima y Callao, se estudió su historia y finalmente se indicó las pautas para su futura restauración. Durante todo su período elaboraron más de 400 planos, 4000 fotografías, 450 fichas técnicas de los monumentos, 200 fichas bibliográficas y diversos estudios. 
La Junta concluyó sus labores el 30 de abril de 1963 durante la gestión de Luis Bedoya Reyes.
Actualmente, parte de los planos elaborados por la Junta deliberante que corresponden al Centro Histórico de Lima se encuentran en la planoteca de PROLIMA. Estos 251 planos, de la década de los 70, han sido intervenidos preventivamente para detener el deterioro y vienen siendo reorganizados para pronto iniciar el proceso de digitalización. 